# Vötschenhof
Vötschenhof ist einer von 33 Ortsteilen der baden-württembergischen Gemeinde Kreßberg, die im Landkreis Schwäbisch Hall liegt.

## Geografie
Das Gehöft liegt südlich des Flurgebietes Heiligenfeld am nordöstlichen Fuß der Ruhe (528 m ü. NN), eines etwa vier Kilometer langen Hügelzugs in der zur Frankenhöhe gehörenden Crailsheimer Hardt. Vötschenhof befindet sich auf einer Höhe von 474 m ü. NN und ist etwa drei Kilometer vom südsüdwestlich gelegenen Dorf Waldtann entfernt, in dem die Kreßberger Gemeindeverwaltung ihren Sitz hat.

## Geschichte
Die erste urkundliche Erwähnung des Vötschenhofes fand 1432 unter dem Namen Fetzenhof statt, als das Gehöft vom Deutschen Orden an die Reichsstadt Dinkelsbühl veräußert wurde. In einer weiteren Nennung wurde das Gehöft 1619 als Fetschenhof bezeichnet, doch nur wenig später wurde es im Dreißigjährigen Krieg zerstört. Ansonsten teilte die Ortschaft im Wesentlichen das geschichtliche Schicksal von Leukershausen, mit dem es politisch stets eng verbunden war. Zusammen mit diesem Dorf gehörte das Hofgelände bis zum Ende des Heiligen Römischen Reiches zum Oberamt Crailsheim des brandenburg-ansbachischen Fürstentums Ansbach. Mit der im Jahr 1806 zwangsweise erfolgten Inbesitznahme des Fürstentums durch das Königreich Bayern wurde dieses vorübergehend bayerisch, doch bereits vier Jahre später gelangte es mit dem Grenzvertrag zwischen Bayern und Württemberg in den Besitz des Königreichs Württemberg. Mit diesem Vertrag wurde die erst im Jahr 1860 wiederaufgebaute Ortschaft später zu einem Grenzort und die heutige Landesgrenze zwischen Baden-Württemberg und Bayern verläuft nur etwa 100 Meter östlich am Vötschenhof vorbei. Durch die zu Beginn des 19. Jahrhunderts im Königreich Württemberg durchgeführten Verwaltungsreformen wurde der Ort zu einem Bestandteil der eigenständigen Landgemeinde Leukershausen, zu der auch noch die Weiler Bergertshofen, Haselhof, Selgenstadt und Waidmannsberg gehörten. Seit dem Jahr 1973 bildet Vötschenhof einen Ortsteil von Kreßberg, nachdem diese Gesamtgemeinde im Zuge der kommunalen Gebietsreform aus den bis dahin selbstständigen Gemeinden Leukershausen, Marktlustenau, Mariäkappel und Waldtann neu gebildet worden war. Im Jahr 2018 zählte der Vötschenhof zwei Einwohner.

## Verkehr
Der Anschluss an das öffentliche Straßenverkehrsnetz wird durch einen 700 Meter langen asphaltierten Feldweg hergestellt, der südlich unweit von Leukershausen von der Landesstraße L 1010 abzweigt.